# Lionel Billingy
Lionel Billingy (Bronx, 31 agosto 1952) è un ex cestista e allenatore di pallacanestro statunitense, professionista nella ABA, in Francia e in Belgio.

## Carriera
Venne selezionato dai Milwaukee Bucks al quarto giro del Draft NBA 1974 (72ª scelta assoluta).

## Palmarès
- Campione EBA (1975)